# Nazionale maschile di pallacanestro del Bahrein
La nazionale di pallacanestro del Bahrein è la rappresentativa cestistica del Bahrein ed è posta sotto l'egida della Federazione cestistica del Bahrein.

## Piazzamenti

### Campionati asiatici
- 1977 - 12°
- 1979 - 12°
- 1987 - 13°
- 1991 - 15°
- 1997 - 10°

- 1999 - 12°
- 2011 - 15°
- 2013 - 12°
- 2022 - 13°

### Giochi asiatici
- 1974 - 11°
- 1978 - 13°
- 1982 - 10°
- 2006 - 12°

## Formazioni

### Campionati asiatici
Campionato asiatico maschile di pallacanestro 20114 Ali, 5 al-Tawash, 6 Isa, 7 Malabes, 8 Khamis, 9 Mahri, 10 Sarhan, 11 al-Derazi, 12 Akber, 13 Mubarak, 14 Ashoor, 15 Malallah,        All. Erik Rashad
Campionato asiatico maschile di pallacanestro 20134 Ebrahim, 5 al-Tawash, 6 M. Kawaid, 7 Malabes, 8 Ismaeel, 9 M. al-Derazi, 10 A. al-Derazi, 11 Azzam, 12 Giles, 13 Y. Kawaid, 14 Akber, 15 Aman,        All. Saša Nikitović
Campionato asiatico maschile di pallacanestro 20222 Chism, 5 al-Tawash, 6 A. Rashed, 7 Isa, 11 M. Rashed, 12 Akber, 15 Naser, 17 Kadhem, 23 Hamooda, 34 Hasan, 55 al-Derazi, 77 Bindayneh,        All. Mindaugas Lukošius

## Nazionali giovanili
- Nazionale Under-18
- Nazionale Under-16